# Крсто Алексов
Крсто Алексов Лековський (1877, Ербеле, Албанія - 1918) — болгарський революціонер, лідер Внутрішньої македоно-одринської революційної організації.

## Життєпис
Алексов народився в 1877 році в селі Ербеле (Орбеле) в Дебарі, Албанія. Емігрував до Болгарії і жив у Русе з 1898 до весни 1902 року. Він був членом місцевої стрілецької роти.
Повернувшись до Македонії, він став четником у четі Янакі Янева. З 1906 року став самостійним повітовим крайовим керівником організації на Дебарщині та Кичевщині з чотою з 8 осіб. Іншим обласним воєводою на Кичевщині був Павло Наумов, а їх помічниками були Наум Ілієв з Бітоли, Єфтим Божинов і Дончо Тодоров.
У 1909 році поїхав на лікування до Софії, а потім повернувся до Македонії. 14 жовтня 1909 року він одружився з Недою Арсовою в Кічево. Помер після 1918 року.

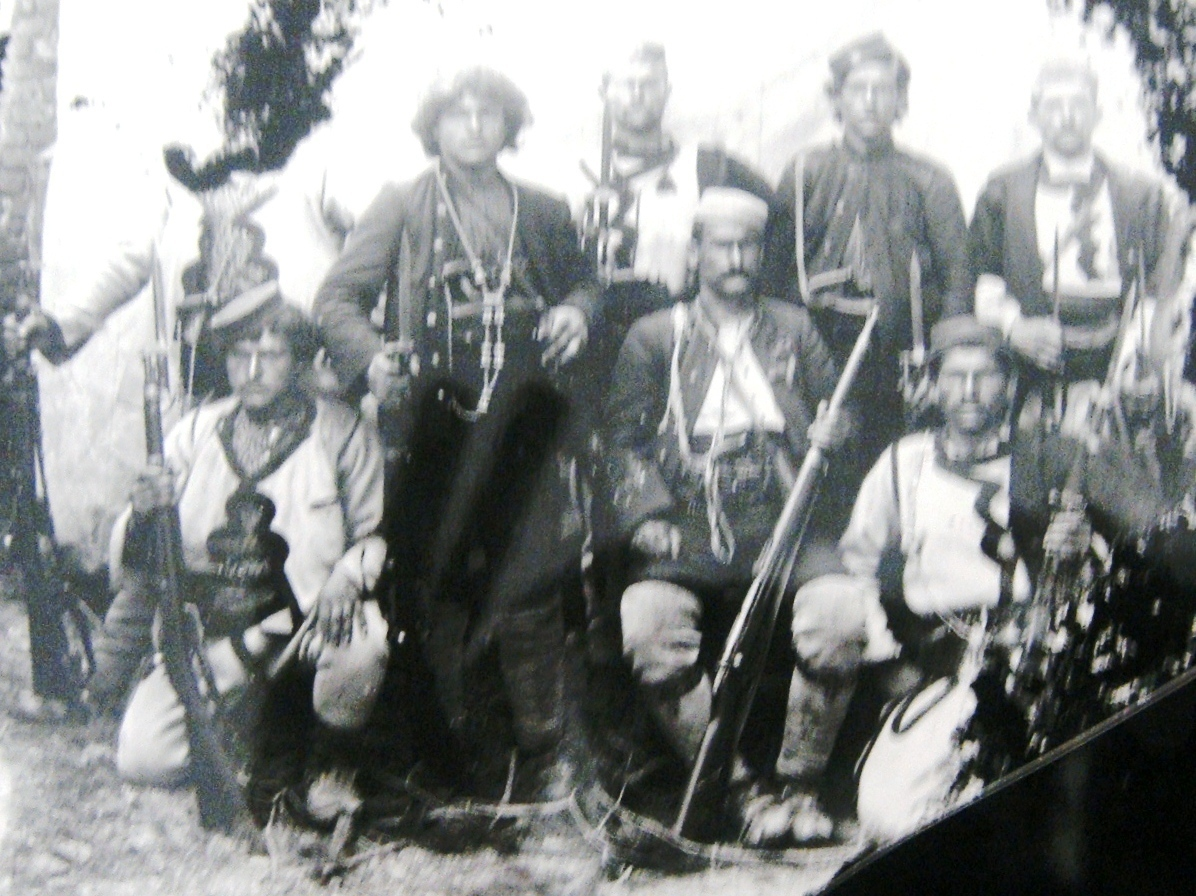
Крсто Алексов (сидить)
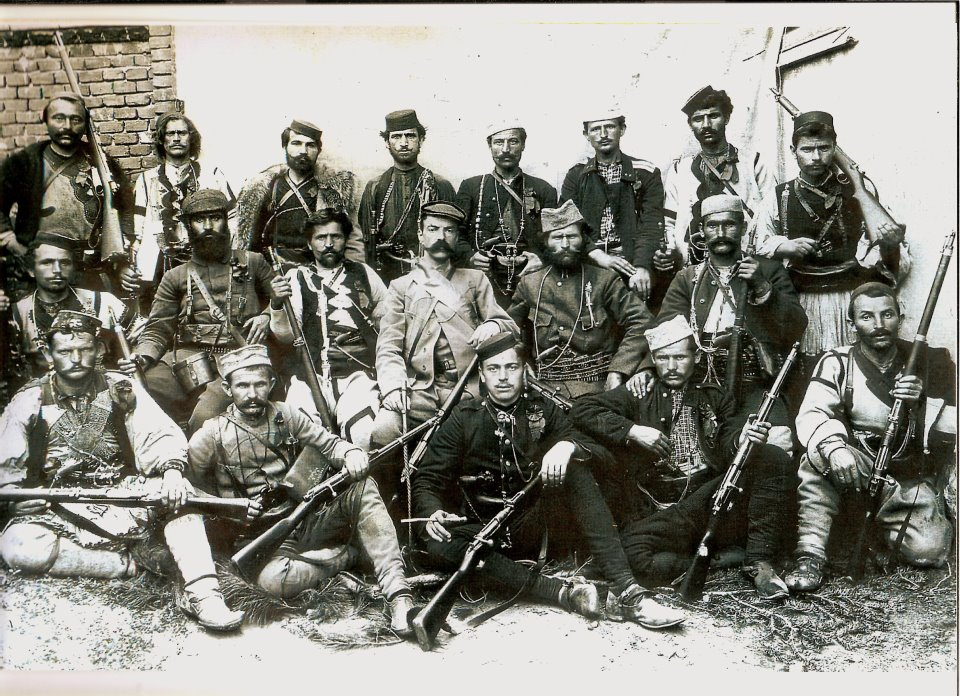
Мілан Матов і окружні воєводи ВМОРО під час Младотурецької революції, липень 1908 року. (зліва направо): перший ряд (сидять) - Трайко Зойката, Крсте Крсте Маликов, Славчо Пірчев, Ангел Базернішкі, Божин Вльчев; другий ряд - Дімко Драговчето, Крсте Гйондев, Блаже Бірінчето, Мілан Матов, Крсте Трайков, Крсто Алексов; третій ряд (стоять) - Гюрчин Петров, Георгі Ралев, Нікола Досєв, Коста (Петре) Костурський, Дімко Богов, Пецо Петар Христов, Лазар Цирьов, Стоян Маріовчето